# Sebastian Huber (Dramaturg)
Sebastian Huber (* 1964 in Freiburg im Breisgau) ist ein deutscher Dramaturg.

## Leben und Wirken
Nach dem Studium der Germanistik und Theaterwissenschaften in München und Berlin wurde er 1991 erstmals als Dramaturg an das Bayerische Staatsschauspiel in München engagiert. Es folgten Engagements bei den Vereinigten Bühnen Graz, wo er zwei Jahre lang Chefdramaturg des Schauspiels war, am Thalia Theater Hamburg, dem Staatstheater Stuttgart und am Wiener Burgtheater. Von 2011 bis 2019 war er leitender Dramaturg und stellvertretender Intendant am Residenztheater (Bayerisches Staatsschauspiel) in München. Seit 2019 ist er erneut als Dramaturg am Burgtheater in Wien tätig. Er hat unter anderem mit den Regisseuren Martin Kušej, Frank Castorf, René Pollesch, Dimiter Gotscheff, Robert Lepage, Peter Palitzsch, Jürgen Flimm, Johan Kresnik, David Bösch, Friederike Heller, Tina Lanik, Christiane Pohle, Oliver Frljic, Michael Thalheimer, Johan Simons und Ulrich Rasche zusammengearbeitet. In den Jahren 2005 und 2006 war er als dramaturgischer Berater des Schauspieldirektors Martin Kušej bei den Salzburger Festspielen tätig. In Salzburg haben die beiden auch erstmals zusammen an einer Oper gearbeitet: „Don Giovanni“ zur Eröffnung der Intendanz von Peter Ruzicka im Jahre 2002 mit Nikolaus Harnoncourt am Pult. Es folgten weitere Opernarbeiten in Zürich, München, Amsterdam und Wien.
Seit Ende der neunziger Jahre ist Sebastian Huber immer wieder auch in der Lehre tätig gewesen, u. a. am Studiengang Schauspielregie in Hamburg, an der Staatlichen Akademie der Bildenden Künste Stuttgart, am Max Reinhardt-Seminar in Wien, an der Bayerischen Theaterakademie August Everding in München und am Mozarteum Salzburg.

## Veröffentlichungen
- „Akzent in einem gut funktionierenden System. Ein Interview mit Frank Castorf“, in: Siegfried Wilzopolski, Theater des Augenblicks. Die Theaterarbeit Frank Castorfs, Berlin 1992

- „Das Double und sein Double. Theater als ernsthafter Spaßkampf betrachtet“, in: Mise en Scène. Theater und Kunst. Katalog zur Ausstellung im Grazer Kunstverein, steirischer herbst, 1998, Dresden (Verlag der Kunst) 1998

- „Das Öffentliche als Öffentliches als Privates“, in: RE_public. Zur Wahrnehmung des Öffentlichen als Öffentliches, Katalog zur Ausstellung des Grazer Kunstvereins, steirischer herbst 2000 und Expo 2000, Hannover

- „Und wenn sie nicht gestorben sind, dann leben sie noch heute“. Roland Schimmelpfennig im Gespräch mit Sebastian Huber, in: Spectaculum 72, Frankfurt/M. 2001

- „Edith Clever liest Joyce. 'Der Monolog der Molly Bloom' von Edith Clever/Hans Jürgen Syberberg“, in: Ulysses. Die unausweichliche Modalität des Sichtbaren. Katalog der Ausstellung der Österreichischen Galerie Belvedere, Wien (Verlag Christian Brandstätter) 2004

- „Leben lernen. Hans Weigand: Ein Porträt des Künstlers als glücklicher Stromgitarrist“, in: Quart, Heft für Kultur, Tirol Nr. 4/04

- Alexander Kluge: Das Magazin des Glücks, hg. v. Sebastian Huber und Claus Philipp, Wien (Springer-Verlag) 2007

- „Between local and local“ Vortrag an der Summer School 2012, The Future of the Arts, Ludwig-Maximilians-Universität, München

- „Probenende“. Vortrag gehalten bei der Tagung „Probe aufs Exempel“ an der Akademie der Bildenden Künste Wien, kuratiert von Sabeth Buchmann und Constanze Ruhm, Juni 2013

- „Die Erde ist gewaltig schön, doch sicher ist sie nicht.“ Residenztheater 2011–2019, München Hanser, 2018 (darin: Der Zeit ihr Theater; Unregierbarkeit; Auf dem Riss zwischen den Epochen, Gespräch mit Oliver Frljic (zus. m. Götz Leineweber); Ästhetische Dummheit, Gespräch mit Christoph Menke)

- mit Anne Aschenbrenner: „Vorstellungsänderung: Digitale Formate am Burgtheater während der Corona-Krise“, in: Netztheater. Positionen, Praxis, Produktionen, hg. v. Heinrich-Böll-Stiftung, nachtkritik.de, weltuebergang.net, (Bd. 14 der Schriftenreihe Bildung und Kultur) 2020

- mit Anne Aschenbrenner und Christian Holst: „Vorstellungsänderung – Co-Creation in digitalen Theaterformaten. Eine Fallstudie“, in: Zeitschrift für Kulturmanagement und Kulturpolitik, 2021

- „Nicht proben, nicht wiederholen, Zeit gewinnen, weitermachen. Ein paar Bemerkungen zu Frank Castorfs Proben anlässlich zweier Inszenierungen am Wiener Burgtheater“, in: Die deutsche Bühne, 93. Jahrgang, 04/22

- Mit Anne Aschenbrenner: „Was macht der Pizzabote auf dem Zauberberg? Über digitale Kulturproduktion am Wiener Burgtheater“, in Medienimpulse. Beiträge zur Medienpädagogik, Bd. 61, Nr. 1 (2023)

- „Nicht an Wunder glauben.“ Die ukrainische Autorin Natalka Vorozhbyt, in: Theater heute, Oktober 2023